# Sripatum-Universität
Die Sripatum-Universität (Thai มหาวิทยาลัยศรีปทุม, Kurz: SPU) ist eine private Universität im Norden der thailändischen Hauptstadt Bangkok.

## Allgemeines
Die Sripatum-Universität wurde am 28. Mai 1970 als Thai Suriya College von Dr. Suk Pukayaporn gegründet. 1987 wurde das College in den Status einer Universität erhoben. Der Hauptstandort befindet sich im Bezirk Phaya Thai in Bangkok. Ein weiterer Standort ist in der Provinz Chonburi (SPUC).
Geleitet wird die Universität von Frau Chinda Tejavanija Chang.

### Name
Sripatum bedeutet „Quelle des Wissens wie eine Lotusblüte“ und wurde auf einer Versammlung durch die verstorbene Prinzessinmutter Galyani Vadhana gewählt.

## Studiengänge
- Bachelor of Arts in International Business Communication
- Bachelor of Business Administration in Hotel Management